# Междутеменна кост
Междутеменната кост, наричана още кост на инките или връхна кост на черепа е черепна шевова кост. Началото на междутеменна кост се дава от малката фонтанела. Намира се между тилна кост и две теменни кости на точката ламбда. Фиброеластичмната слепоочна люспа вкостенява формация на решетка, но това не вкостенява под слепоочна люспа.
Тази кост е намерена на черепите на мумифицираните инки.